# Bonyhád
Bonyhád (tyska: Bonnhard) är en stad och kommun i distriktet Bonyhád i provinsen Tolna i södra Ungern. Den är huvudort i distriktet med samma namn. Kommunen har 12 031 invånare (2024), på en yta av 72,14 km².